# ホセ・アンヘル・バルデス・ディアス
ホセ・アンヘル・バルデス・ディアス（José Ángel Valdés Díaz、1989年9月5日 - ）は、スペイン・ヒホン出身の元サッカー選手。現役時代のポジションはDF（LSB）。ホセ・アンヘル（José Ángel）もしくはコテ（Cote）と呼ばれている。

## 来歴

### クラブ
地元のスポルティング・デ・ヒホンの下部組織（マレオ）出身で、2009年2月8日のFCバルセロナ戦(1-3)でトップチームデビューした。2008-09シーズン後半戦は1歳年上のロベルト・カネーリャに代わってレギュラーで起用され、3月24日のデポルティーボ・ラ・コルーニャ戦(3-2)でプロ初得点を決めた。この年昇格したばかりのチームは終盤戦の6連敗などでセグンダ・ディビシオン（2部）降格の危機に瀕していたが、36節からの3連勝で息を吹き返し、14位でプリメーラ・ディビシオン（1部）残留を決めた。2009-10シーズンはカネーリャがレギュラーに返り咲いたが、ホセ・アンヘルも13試合に出場し、15位で2季連続の残留を決めた。2010-11シーズンはカネーリャからポジションを奪い返し、26試合に出場。チームもレアル・マドリードに敵地エスタディオ・サンティアゴ・ベルナベウで勝利するなどして1部復帰後最高となる10位でシーズンを終えた。
シーズン終盤にはFCバルセロナへの移籍が確定的などと報道されたが、2011年7月19日、同胞のルイス・エンリケが新監督に就任したセリエAのASローマに移籍した。移籍金は450万ユーロと推定されている。
2012年8月、レアル・ソシエダへ期限付き移籍。
2014年7月30日、FCポルトに移籍した。
2016年7月25日、ビジャレアルCFにレンタル移籍した。
2017年7月14日、SDエイバルと3年契約を締結した。
2021年7月5日、CAオサスナに2年契約で移籍した。
2022年7月31日、古巣スポルティング・ヒホンに復帰し、2024年までの2年契約を結んだ。

### 代表
2009年にはU-20スペイン代表として地中海競技大会に出場して優勝に貢献した。2011年6月にはUEFA U-21欧州選手権に出場して優勝したが、左サイドバックのレギュラーはディダク・ビラであり、ホセ・アンヘルは出場機会がなかった。

## タイトル

### 代表
- U-20スペイン代表

地中海競技大会 : 2009
- U-21スペイン代表

UEFA U-21欧州選手権 : 2011

### 個人
- フットボール・ドラフト U-21最優秀スペイン人左サイドバック : 2009-2010[8]